# Gugliermo Arena
Gugliermo Arena (Montreux, Suiza, 23 de diciembre de 1973) es un entrenador de fútbol suizo nacionalizado italiano. Actualmente está sin club.

## Trayectoria
En la temporada 2003-04 viaja a Burkina Faso para entrenar al ASFA Yennenga, equipo local de primera división, con el que gana el campeonato y lleva al equipo a la clasificación para la segunda ronda de la Liga de Campeones de la CAF 2004. De 2005 a 2007 estuvo en cambio en Suiza con el Vaud Riviera Team, entrenamiento para el que entrena a 2 equipos juveniles diferentes (Sub-16 y Sub-14). En 2007 volvió a África, precisamente a Benín, a Tonnerre d'Abomey FC. Permaneció al frente de los nerazzurri hasta 2009, ganando también un campeonato en 2007.
En 2009 entrenó al CODM Meknès, de la primera división marroquí, en la que finalizó la temporada 2008-09. Para la temporada 2009-10 fue contratado por el Ittihad Khémisset, que lo despidió tras 15 jornadas ligueras.
En 2010 fichó por el Étoile, formación compuesta principalmente por jugadores franceses y militante de la S.League. Con el club de Singapur, ganó tanto la Copa de la Liga de Singapur y el campeonato local, mientras que en su segunda temporada participó en la Copa AFC, donde quedó eliminado en la primera ronda. En diciembre de 2011 abandonó el equipo, y en julio de 2012 fue fichado por el club argelino CR Belouizdad, con el que permaneció hasta el 23 de octubre de 2012, cuando, tras 8 jornadas ligueras (3 victorias, 3 empates y 2 derrotas), es relevado de su cargo.
En enero de 2013 se marchó al Al-Urooba de Emiratos Árabes Unidos y permaneció al frente del equipo durante una temporada, hasta enero de 2014, cuando se mudó al Fanja de Omán, con quien terminó segundo en el campeonato local y ganó la copa nacional de Omán. A principios de 2015, asumió como asistente de Philippe Troussier en el Hangzhou Greentown, donde trabajó una temporada completa en la Superliga china.
De enero a junio de 2016 entrenó al Dibba Al-Hisn, en la segunda división de Emiratos Árabes Unidos; luego deja el equipo para casarse en el Dubai Club, con el que entrena en la misma categoría desde julio de 2016 hasta el 26 de noviembre del mismo año. En enero de 2017, fue contratado como director técnico del Al-Hamriyah, todavía en la segunda división de EAU aunque dejó el cargo en febrero de 2018, para trasladarse al Buildcon FC de Zambia, donde permaneció hasta el 6 de abril de 2018, cuando fue despedido tras 3 derrotas en otros tantos partidos de liga.
En la temporada 2018-2019 entrenó al FC Conthey suizo, en la 2. Liga Interregional. En 2022 entrena al Rapide Oued Zem, club marroquí, en un total de 10 partidos.
El 8 de junio de 2023, fue anunciado como entrenador de la selección de Laos.El 14 de septiembre, fue despedido de su cargo.
En julio de 2024, asumió al frente del MAS Fez.El 24 de diciembre, fue relevado de sus funciones después de una serie de malos resultados.

## Clubes

### Como entrenador
| Club              | País                   | Año       |
| ----------------- | ---------------------- | --------- |
| ASFA Yennenga     | Burkina Faso           | 2003-2004 |
| Tonnerre d'Abomey | Benín                  | 2007-2009 |
| CODM Meknès       | Marruecos              | 2009      |
| Ittihad Khemisset | Marruecos              | 2009-2010 |
| Étoile FC         | Singapur               | 2010-2011 |
| CR Belouizdad     | Argelia                | 2012      |
| Al Urooba         | Emiratos Árabes Unidos | 2013-2014 |
| Fanja SC          | Omán                   | 2014      |
| Dibba Al-Hisn     | Emiratos Árabes Unidos | 2016      |
| Dubai Club        | Emiratos Árabes Unidos | 2016      |
| FC Conthey        | Suiza                  | 2018-2019 |
| Rapide Oued Zem   | Marruecos              | 2022      |
| Selección de Laos | Laos                   | 2023      |
| MAS Fez           | Marruecos              | 2024      |

## Palmarés

### Como entrenador

#### Campeonatos nacionales
| Título                       | Club              | País         | Año     |
| ---------------------------- | ----------------- | ------------ | ------- |
| Liga Premier de Burkina Faso | ASFA Yennenga     | Burkina Faso | 2003-04 |
| Premier League de Benín      | Tonnerre d'Abomey | Benín        | 2007    |
| Liga Premier de Singapur     | Étoile FC         | Singapur     | 2010    |
| Copa de la Liga de Singapur  | Étoile FC         | Singapur     | 2010    |
| Copa del Sultán Qabus        | Fanja SC          | Omán         | 2013-14 |